# Puccinia advena
Puccinia advena ist eine Ständerpilzart aus der Ordnung der Rostpilze (Pucciniales). Der Pilz ist ein Endoparasit des Süßgrases Oplismenus africanus. Symptome des Befalls durch die Art sind Rostflecken und Pusteln auf den Blattoberflächen der Wirtspflanzen. Sie ist ein Endemit Südafrikas.

## Merkmale

### Makroskopische Merkmale
Puccinia advena ist mit bloßem Auge nur anhand der auf der Oberfläche des Wirtes hervortretenden Sporenlager zu erkennen. Sie wachsen in Nestern, die als gelbliche bis braune Flecken und Pusteln auf den Blattoberflächen erscheinen.

### Mikroskopische Merkmale
Das Myzel von Puccinia advena wächst wie bei allen Puccinia-Arten interzellulär und bildet Saugfäden, die in das Speichergewebe des Wirtes wachsen. Aecien oder Spermogonien der Art sind nicht bekannt. Die gelbbraunen Uredien der Art wachsen oberseitig auf den Blättern der Wirtspflanzen. Ihre ebenfalls gelbbraunen Uredosporen sind ellipsoid bis spindelförmig, 38–50 × 19–24 µm groß und fein stachelwarzig. Die unterseitig wachsenden Telien sind schwarzbraun, früh unbedeckt und klein. Die haselnussbraunen Teliosporen sind ein- bis zweizellig, in der Regel ellipsoid bis eiförmig und 35–40 × 22–26 µm groß; ihre Stiele sind farblos und bis zu 100 µm lang.

## Verbreitung
Das bekannte Verbreitungsgebiet von Puccinia advena umfasst lediglich Südafrika.

## Ökologie
Die Wirtspflanze von Puccinia advena ist das Süßgras Oplismenus africanus. Der Pilz ernährt sich von den im Speichergewebe der Pflanzen vorhandenen Nährstoffen, seine Sporenlager brechen später durch die Blattoberfläche und setzen Sporen frei. Die Art verfügt über einen Entwicklungszyklus, von dem bislang lediglich Telien und Uredien sowie deren Wirt bekannt sind; Spermogonien und Aecien konnten dem Pilz nicht zugeordnet werden.